# بروجنيرا
بروجنيرا هي كومونا في مقاطعة بوردينوني في منطقة فريولي فينيتسيا جوليا الإيطالية ، وتقع على بعد حوالي 100 كيلومتر (62 ميل) شمال غرب ترييستي وحوالي 12 كيلومترًا جنوب غرب بوردينوني تقريبا ، ويبلغ عدد سكانها حوالي 9000 نسمة.

## نبذة
تحتوي بلدية بروجنيرا على فرازيوني (التقسيمات الفرعية ، بشكل رئيسي القرى والنجوع) مارون وتاماي وسان كاسيانو دي ليفينزا.
تقع بروجنيرا على حدود المدن التالية: فونتانافريددا و قايارين و بورتشا و بورتبافيليز و براتا دي بوردينوني و ستشيلي .

## روابط خارجية
- الموقع الرسمي باللغة الإيطالية